# Bruce Bochy
Bruce Douglas Bochy (ur. 16 kwietnia 1955 w Bussac-Forêt) – amerykański baseballista, który występował na pozycji łapacza, od 2023 menadżer Texas Rangers.

## Kariera zawodnicza
W czerwcu 1975 został wybrany w pierwszej rundzie draftu z numerem 23. przez Houston Astros i początkowo grał w klubach farmerskich tego zespołu, między innymi w Columbus Astros, reprezentującym poziom Double-A. W Major League Baseball zadebiutował 19 lipca 1978 w meczu przeciwko New York Mets, w którym zaliczył dwa single. W lutym 1981 w ramach wymiany zawodników przeszedł do New York Mets, zaś w lutym 1983 jako wolny agent do San Diego Padres. Karierę zawodniczą zakończył po sezonie 1987.

## Kariera szkoleniowa
W 1988 został grającym trenerem Las Vegas Stars, wówczas zespołu farmerskiego San Diego Padres, zaś w latach 1989–1992 był menadżerem klubów farmerskich tego zespołu. Od 1993 do 1994 był trenerem trzeciej bazy, zaś 21 października 1994 został mianowany menadżerem San Diego Padres. W ciągu 12 sezonów prowadzenia tego zespołu, czterokrotnie zdobył mistrzostwo dywizji AL West i raz mistrzostwo National League w 1998 roku, przegrywając w World Series z New York Yankees w czterech meczach. W sezonie 1996 został wybrany najlepszym menadżerem w National League. 27 października 2006 został menadżerem San Francisco Giants.
W sezonie 2010 zdobył pierwszy mistrzowski tytuł World Series, prowadząc zespół Giants do zwycięstwa nad Texas Rangers. Osiągnięcie powtórzył dwa lata później, kiedy Giants wygrali z Detroit Tigers w czterech meczach. 23 lipca 2013 w drugim meczu doubleheader osiągnął pułap 1500 zwycięstw jako 21. menadżer w historii MLB.
W październiku 2022 został ogłoszony menadżerem Texas Rangers.

## Nagrody i wyróżnienia
| Nagroda/wyróżnienie         | Lata             | Źródło      |
| 3× zwycięzca w World Series | 2010, 2012, 2014 | [ 6 ] [ 7 ] |
| NL Manager of the Year      | 1996             | [ 3 ]       |

## Statystyki menadżerskie
Stan na koniec sezonu 2018
| Sezon              | Klub                 | Liga               | Mecze | Zwycięstwa | Porażki | Proc. zw. i por. |
| ------------------ | -------------------- | ------------------ | ----- | ---------- | ------- | ---------------- |
| 1995–2006          | San Diego Padres     | NL                 | 1926  | 951        | 975     | 0,494            |
| 2007–2019          | San Francisco Giants | NL                 | 2106  | 1052       | 1054    | 0,500            |
| 2023–              | Texas Rangers        | AL                 | 162   | 90         | 72      | 0,556            |
| Łącznie w karierze | Łącznie w karierze   | Łącznie w karierze | 4194  | 2093       | 2101    | 0,499            |